# Teen Choice Awards 2001

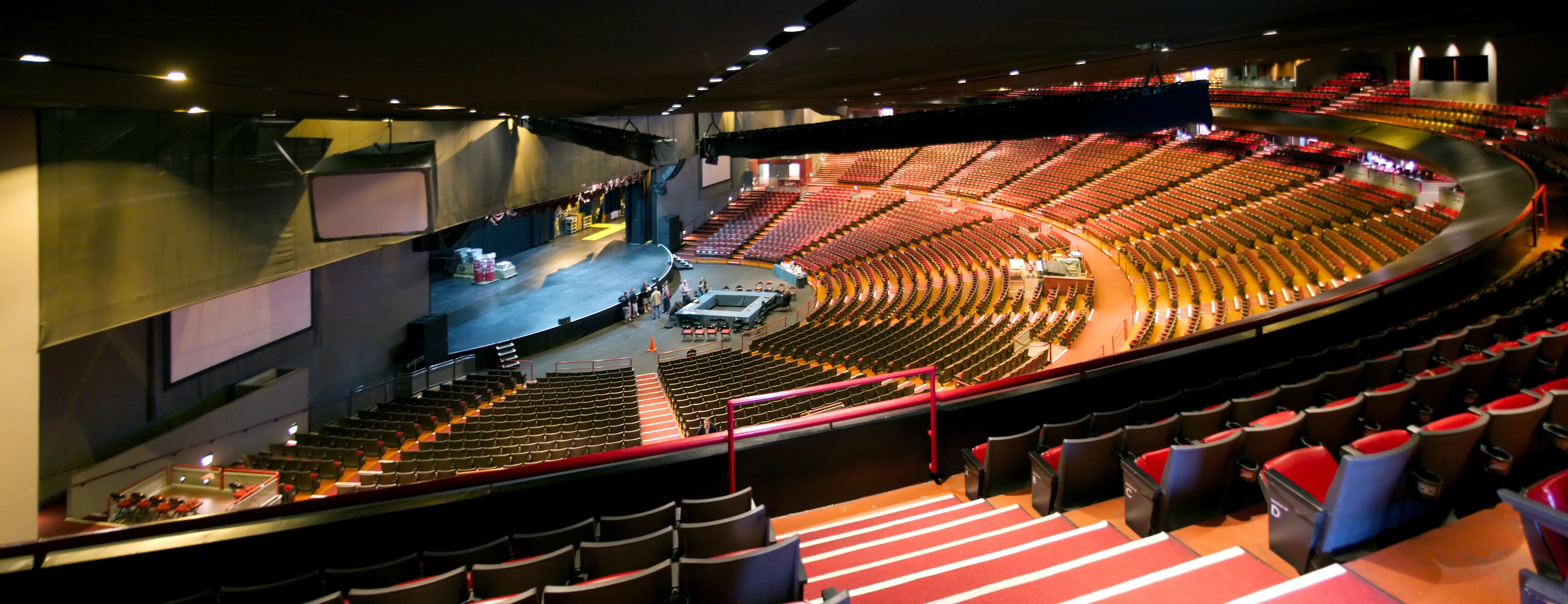
Das Gibson Amphitheatre in Los Angeles.

Die dritten Teen Choice Awards fanden am 12. August 2001 im Gibson Amphitheatre in Universal City statt, welches damals noch Universal Amphitheater hieß. Die Moderatoren waren Shawn Wayans und Marlon Wayans. Der Film Pearl Harbor wurde dabei mit zwei Preisen gewürdigt. Save the Last Dance wurde dreimal ausgezeichnet und TRL bekam zwei Auszeichnungen.

## Film – Choice Actor
- Pearl Harbor (2001) – Ben Affleck
  - Startup (2001) – Ryan Phillippe
  - Ey Mann, wo is’ mein Auto?(2000) – Ashton Kutcher
  - Ritter aus Leidenschaft (2001) – Heath Ledger
  - Meine Braut, ihr Vater und ich (2000) – Ben Stiller
  - Die Mumie kehrt zurück (2001) – Brendan Fraser
  - Pearl Harbor (2001) – Josh Hartnett
  - Save the Last Dance (2001) – Sean Patrick Thomas

## Film – Choice Actress
- Save the Last Dance (2001) – Julia Stiles
  - Almost Famous – Fast berühmt (2000) – Kate Hudson (I)
  - Girls United (2000) – Kirsten Dunst
  - 3 Engel für Charlie (2000) – Drew Barrymore (I)
  - Heartbreakers – Achtung: Scharfe Kurven! (2001) – Jennifer Love Hewitt
  - Josie and the Pussycats (2001) – Rachael Leigh Cook
  - Lara Croft: Tomb Raider (2001) – Angelina Jolie
  - Miss Undercover (2000) – Sandra Bullock

## Film – Choice Drama/Action Adventure
- Pearl Harbor (2001)
  - Almost Famous – Fast berühmt (2000)
  - Ritter aus Leidenschaft (2001)
  - Lara Croft: Tomb Raider (2001)
  - Die Mumie kehrt zurück (2001)
  - Gegen jede Regel (2000)
  - Save the Last Dance (2001)
  - Vertical Limit (2000)

## Film – Choice Fight Scene
- Save the Last Dance (2001) – Julia Stiles; Bianca Lawson

## Film – Choice Comedy
- Miss Undercover (2000)
  - Girls United (2000)
  - 3 Engel für Charlie (2000)
  - Ey Mann, wo is’ mein Auto? (2000)
  - Joe Dirt (2001)
  - Josie and the Pussycats (2001)
  - Meine Braut, ihr Vater und ich (2000)
  - Wedding Planner – verliebt, verlobt, verplant (2001)

## Choice Comedian
- Adam Sandler

## Film – Choice Wipeout
- Miss Undercover (2000) – Sandra Bullock

## Film – Choice Sleazebag
- Die Mumie kehrt zurück (2001) – Dwayne Johnson

## Film – Choice Breakout Performance
- Save the Last Dance (2001) – Kerry Washington
  - Almost Famous – Fast berühmt (2000) – Patrick Fugit
  - Billy Elliot – I Will Dance (2000) – Jamie Bell (I)
  - Girlfight – Auf eigene Faust (2000) – Michelle Rodriguez (I)
  - Josie and the Pussycats (2001) – Rosario Dawson
  - Ritter aus Leidenschaft (2001) – Shannyn Sossamon
  - Traffic (2000) – Erika Christensen
  - Tiger and Dragon (2000) – Ziyi Zhang

## Film – Choice Movie of the Summer
- Natürlich blond (2001)

## Film – Choice Hissy Fit
- Der Grinch (2000) – Jim Carrey
  - Miss Undercover (2000) – Sandra Bullock

## Film – Choice Chemistry
- Cast Away – Verschollen (2000) – Tom Hanks 
Für Tom Hanks und Wilson (der Volleyball)
  - Bridget Jones – Schokolade zum Frühstück (2001) – Hugh Grant (I); Renée Zellweger
  - Ey Mann, wo is’ mein Auto? (2000) – Ashton Kutcher; Seann William Scott
  - Ran an die Braut (2001) – Ben Foster (I); Kirsten Dunst
  - Ritter aus Leidenschaft (2001) – Shannyn Sossamon; Heath Ledger
  - The Mexican (2001) – Julia Roberts (I); Brad Pitt
  - Pearl Harbor (2001) – Kate Beckinsale; Ben Affleck
  - Wedding Planner – verliebt, verlobt, verplant (2001) – Jennifer Lopez (I); Matthew McConaughey

## Film – Choice Movie Your Parents Didn’t Want You to See
- Scary Movie 2 (2001)

## TV   Choice Actor
- Dawson’s Creek (1998) – Joshua Jackson
  - Eine himmlische Familie (1996) – Barry Watson (I)
  - Dark Angel (2000) – Michael Weatherly (I)
  - Malcolm mittendrin (2000) – Frankie Muniz
  - Roswell (1999) – Jason Behr (I)
  - Die wilden Siebziger (1998) – Topher Grace
  - Die wilden Siebziger (1998) – Ashton Kutcher
  - Will & Grace (1998) – Eric McCormack

## TV – Choice Actress
- Dark Angel (2000) – Jessica Alba
  - Buffy – Im Bann der Dämonen (1997) – Sarah Michelle Gellar
  - Dawson’s Creek (1998) – Katie Holmes
  - Felicity (1998) – Keri Russell
  - Gilmore Girls (2000) – Alexis Bledel
  - Roswell (1999) – Katherine Heigl
  - Die wilden Siebziger (1998) – Mila Kunis
  - Will & Grace (1998) – Debra Messing

## TV – Choice Comedy
- Friends (1994)
  - Keine Gnade für Dad (2001)
  - Malcolm mittendrin (2000)
  - What’s Up, Dad? (2001)
  - Popular (1999)
  - Die Simpsons (1989)
  - Die wilden Siebziger (1998)
  - Will & Grace (1998)

## TV – Choice Late Night Show
- Saturday Night Live (1975)

## TV – Choice Drama
- Eine himmlische Familie (1996)
  - Boston Public (2000)
  - Buffy – Im Bann der Dämonen (1997)
  - Dark Angel (2000)
  - Dawson’s Creek (1998)
  - Felicity (1998)
  - Gilmore Girls (2000)
  - Roswell (1999)

## TV – Choice Sidekick
- Will & Grace (1998) – Sean Hayes
  - Buffy – Im Bann der Dämonen (1997) – Alyson Hannigan
  - Buffy – Im Bann der Dämonen (1997) – Michelle Trachtenberg
  - Gilmore Girls (2000) – Keiko Agena
  - Malcolm mittendrin (2000) – Erik Per Sullivan
  - Popular (1999) – Ron Lester (I)
  - Roswell (1999) – Brendan Fehr
  - Will & Grace (1998) – Megan Mullally

## TV – Choice Personality
- Total Request Live (1998) – Carson Daly
  - The Andy Dick Show (2001) – Andy Dick (I)
  - Blind Date (1999/I) – Roger Lodge
  - HotZone (????) – Ananda Lewis
  - Jackass (2000) – Johnny Knoxville
  - Saturday Night Live (1975) – Jimmy Fallon
  - Survivor (2000) – Jeff Probst (I)
  - Temptation Island (2001) – Mandy Lauderdale

## TV – Choice Reality Show
- Total Request Live (1998)
  - Boot Camp (2001)
  - Jackass (2000)
  - Making the Band (2000)
  - Popstars: USA (2001)
  - The Real World (1992)
  - Survivor (2000)
  - Temptation Island (2001)

## Extraordinary Achievement Award
- Sarah Michelle Gellar

1999 |
2000 |
2001 |
2002 |
2003 |
2004 |
2005 |
2006 |
2007 |
2008 |
2009 |
2010 |
2011 |
2012 |
2013 |
2014 |
2015 |
2016 |
2017 |
2018 |
2019